# 15077 Edyalge
15077 Edyalge (1999 CA) là một tiểu hành tinh vành đai chính được phát hiện ngày 2 tháng 2 năm 1999 bởi S. Sposetti ở Gnosca.